# Parsonsia terminaliifolia
Parsonsia terminaliifolia är en oleanderväxtart som beskrevs av André Guillaumin. Parsonsia terminaliifolia ingår i släktet Parsonsia och familjen oleanderväxter. Inga underarter finns listade i Catalogue of Life.